# Pelargonium praemorsum
Pelargonium praemorsum là một loài thực vật có hoa trong họ Mỏ hạc. Loài này được F. Dietr. mô tả khoa học đầu tiên.